# Biarctus dubius
Biarctus dubius е вид десетоного от семейство Scyllaridae.

## Разпространение
Видът е разпространен в Австралия (Северна територия).